# 創味食品
株式会社創味食品（そうみしょくひん、英: Somi Shokuhin Co., Ltd.）は、京都府京都市伏見区に本社を置く、主に調味料を中心とする日本の食品メーカーである。

## 会社概要
主に業務用・一般向け調味料の製造販売をおこなう。特に京都で創業した企業の特性を活かし、和食用のだし、めんつゆなどに強みを持つ。近年は焼肉や丼モノのたれなどに分野を拡大している。中堅調味料メーカーである。
これまで知名度の薄かった自社の認知度を拡大させるべく、2012年から安田美沙子を起用したテレビCMが関西・中京圏のテレビ局で放映された後、2016年から安田に代わって高良健吾と早見あかり、2018年9月からは明石家さんま、2024年3月からはウッチャンナンチャンを起用したテレビCMが放送されている。また、京都市営バスのラッピング広告でも広報活動を行っている。

## 沿革
- 1950年（昭和25年）3月 - 創味化学食品株式会社を京都市に設立
- 1959年（昭和34年）5月 - 大阪営業所を開設。
- 1961年（昭和36年）4月 - 中華スープ「創味シャンタン」を開発・販売。
- 1969年（昭和44年）2月 - 液体濃縮「和風だし」を開発・販売。
- 1970年（昭和45年） - 液体濃縮「そばつゆ」を開発・販売。
- 1971年（昭和46年)3月 - 大阪営業所を新築し移転。
- 1976年（昭和51年)2月 - 東京営業所を開設。
- 1980年（昭和55年）12月 - 福岡営業所を開設。
- 1982年（昭和57年）9月 - 商号を創味食品工業株式会社に変更
- 2009年（平成21年）7月 - 製造・販売2社を株式会社創味食品に統合
- 2010年（平成22年）1月 - 松山営業所を開設
- 2013年（平成25年）1月 - Somi Foods Inc.（ロサンゼルス）開設。
- 2015年（平成27年）1月- New York office(ニューヨーク）開設。

## 事業所

### 本社・工場
- 本社・工場

京都府京都市伏見区横大路芝生24-3
- 丹波工場

京都府船井郡京丹波町富田蒲生野88

### 支店
- 東京支店

東京都渋谷区代々木4丁目31-6 西新宿松屋ビル2階
- 北関東支店

群馬県高崎市旭町46-2 高砂ビル7A
- 名古屋支店

愛知県名古屋市名東区丁田町87 ベアーマンビル2階
- 大阪支店

大阪府大阪市中央区大手前1丁目7-31　OMMビル7階
- 広島支店

広島県広島市安佐南区中筋1丁目9-6 ロイヤルニシムラ302

### 営業所
- 札幌営業所

北海道札幌市厚別区厚別中央1条6丁目3-1ホクノー新札幌ビル5階
- 仙台営業所

宮城県仙台市若林区荒井7丁目40-3
- つくば営業所

茨城県つくば市東新井19-7 メルシービル202
- 岡山営業所

岡山県岡山市南区下中野1424-25
- 福岡営業所

福岡県福岡市中央区大手門3丁目10-8　大木大手門ビル601

### 物流センター
- 物流センター

京都府八幡市内里女谷9-1

## 製品

### 業務用製品
シャンタン
- 創味シャンタン
- 創味シャンタン デラックス[注釈 1]

中華調味料
- 中華王
- 中華粒
- フレッシュダイス
- 味噌辣醤

がらスープ
- がらスープ100
- がらスープ100 青ラベル
- 白素湯
- がらフレッシュチキン
- がらフレッシュ白湯
- ガラ王 Vタイプ
- フレッシュブロス
- 本がらミックス
- ミートガラスープ チキン
- スーパーポーク

ラーメンスープ
- 液中華
- 醤油ラーメンスープ
- 醤鳳
- 屋台の醤油
- 鶏がら醤油ガラスープ
- 特製醤油かえし
- 黒醤油ラーメンスープ
- 北の醤油
- 白湯
- 屋台の白湯
- 長崎チャンポンスープ
- 豚骨醤油 ラーメンスープ
- こってり豚骨醤油 ラーメンスープ
- 味噌ラーメンスープ
- 味噌ラーメンスープ デラックス
- 北の味噌
- 濃厚味噌ラーメンスープ
- 塩ラーメンスープ
- 北の塩
- 塩ラーメンスープ デラックス
- 煮干しラーメンスープ
- 冷しラーメンスープ
- 担担麺スープ
- つけ麺だれ
- 創味のとろっと つけ麺だれ
- 創味のとろっと 魚介豚骨
- 創味のとろっと 酢辣湯の素
- 創味のとろっと 鶏白湯

その他スープ
- 韓国チゲの素
- 冷し中華スープ
- 冷し中華スープ Aタイプ
- 海老ベース
- 激辛ベース

和風だし・つゆ
- そばつゆ
- そばつゆ 甘口
- そばつゆ 華
- そばつゆ 吟節
- そばつゆ 雅
- 和風だし 淡口
- 和風だし 濃口
- 和風だし みやこ
- 和風だし かおり
- 和風だし なごみ
- 関西うどんだし
- 純つゆ
- ぶっかけつゆ
- 京のカレーだし
- 創味のとろっと カレーうどんの素
- 料理つゆ
- 煮物つゆ
- 鯛だし
- 焼きあごだし
- しじみだし
- 創味のきらっと 煮物つゆ（淡口）
- 創味のきらっと 煮物つゆ（濃口）
- 創味のきらっと 煮物つゆ（たまり仕立て）

たれ・ソース
- 焼肉のたれ
- 焼肉のたれ デラックス
- 焼肉 赤たれ
- 生姜焼のたれ
- 生姜王
- 塩たれ
- サムジャン
- 中華炒めたれ
- にんにく塩たれ
- にんにく醤油たれ
- にんにく味噌たれ
- 丼のたれ
- 天丼のたれ
- てりだれ
- かけだれ 化学調味料無添加
- 焼鳥のたれ
- 天重のたれ
- おろしだれ
- ぽん酢
- チリソース
- 甘酢あん
- 麻婆のたれ
- 香醋ソース
- チョレギサラダのたれ
- から揚げ漬込みだれ
- ごまだれ
- だし酢

洋風調味料
- デミソース
- トマトのソース
- ミートソース
- タルタルソース
- マヨたれ
- ビーフコンソメ
- ステーキ&ハンバーグソース
- 創味のカレー
- 創味のデミグラスソース
- 創味のホワイトソース

オイルソース
- バジル焼 オイルソース
- ガーリックペッパー焼 オイルソース
- タンドリーチキン風 オイルソース
- レモンペッパー焼 オイルソース
- ケイジャンオイルソース

ドレッシング
- 聖護院かぶらのドレッシング
- しば漬けのノンオイルドレッシング
- だしドレッシング
- 京くれないのドレッシング

乾燥わかめ
- 花そうみ
- 花そうみ 海藻サラダ

### 家庭用製品
- 創味シャンタン
- 創味シャンタン デラックス[注釈 1]
- 創味のつゆ
- 創味のそうめんつゆ
- 創味 焼肉のたれ
- 創味 塩たれ
- 創味 すき焼のたれ
- 創味の白だし
- 創味 京の和風だし
- 創味 京のカレーだし
- だしのきいたまろやかなお酢
- 聖護院かぶらのもみじおろしぽん酢
- 創味ハコネーゼ

## CM出演者
現在
- ウッチャンナンチャン

過去
- 安田美沙子
- グッチ裕三
- 山﨑努
- 高良健吾
- 早見あかり
- IKKO
- 明石家さんま